# Покотило, Вадим Анатольевич
Вадим Анатольевич Покотило (род. 11 сентября 1972, Могоча, Читинская область) — советский и российский хоккеист, нападающий. Тренер, функционер.

## Биография
Воспитанник воронежского «Бурана». В первенстве СССР дебютировал в сезоне 1990/91 — провёл 15 матчей во второй лиге за «Вятич» Рязань и два матча — за «Буран» в первой лиге. После трёх сезонов, проведённых в «Буране», перешёл в «Кристалл» Электросталь. Сезон 1997/98 начал в ХК ЦСКА, в декабре перешёл в «Динамо» Москва, в сезонах 1998/99 — 1999/2000 вновь играл за ХК ЦСКА. Выступал за «Амур» Хабаровск (2000/01 — 2003/04, 2007/08 — 2008/09), «Сибирь» Новосибирск (2004/05), «Молот-Прикамье» Пермь (2005/06), «Торпедо» Нижний Новгород (2006/07), «Газовик» Тюмень (2009/10).
Участник хоккейного турнира зимней Универсиады 1999.
В «Рубине» — генеральный менеджер (2010/11 — 2014/15), тренер (2015/16). В «Амуре» — заместитель спортивного директора (2018/19 — 2020/21), генеральный менеджер (с 2021/22).